# Korea Investment Corporation
El Korea Investment Corporation (KIC, Coreano: 한국투자공사) es una compañía global de gestión de inversiones establecida por el Gobierno de Corea del Sur en el 2005 por la ley Korea Investment Corporation. La compañía gestiona algunas de las reservas internacionales de Corea del Sur, que se especializa en inversiones en el extranjero. Aunque el KIC es propiedad del gobierno, actúa con fines comerciales y de forma independiente.
El KIC inicialmente recibió 17 mil millones de dólares de las reservas internacionales del Banco de Corea y USD 3 mil millones del fondo de estabilización del Ministerio de Estrategia y Finanzas de Corea.
El 15 de enero de 2008, el KIC, invirtió US$ 2 mil millones de dólares en Merrill Lynch & Co, firma con sede en Estados Unidos de servicios financieros.
Según Maeil Business Daily (2 de marzo de 2009), una de las principales publicaciones de negocios en Corea del Sur, las pérdidas en las inversión han ido en aumento. La compra de Merrill ha dado un 80% de rentabilidad negativa al 25 de febrero de 2009. Además, con limitadas perspectivas de obtener financiación adicional, el fondo parece ya no tener mucho dinero para invertir.